# Cuzance
Cuzance est une commune française, située dans le nord du département du Lot en région Occitanie.
Elle est également dans le causse de Martel, une région naturelle constituant le plus septentrional des quatre causses du Quercy, entre Limousin, vallées de la Tourmente et de la Dordogne.
Exposée à un climat océanique altéré, aucun cours d'eau permanent n'est répertorié sur la commune. Elle est incluse dans le bassin de la Dordogne.
Cuzance est une commune rurale qui compte 655 habitants en 2022, après avoir connu une forte hausse de la population depuis 1975.  Elle fait partie de l'aire d'attraction de Souillac. Ses habitants sont appelés les Cuzançois ou  Cuzançoises.

## Géographie
Commune du Quercy située au nord du Lot, au milieu du triangle « Souillac-Martel-Cressensac », proche de Rocamadour. Cuzance est à une quinzaine de kilomètres du département de la Corrèze.

### Communes limitrophes
| Cressensac-Sarrazac | Cressensac-Sarrazac | Cazillac |
| Gignac              | Cuzance             | Martel   |
| Lachapelle-Auzac    | Baladou             |          |

### Climat
Pour des articles plus généraux, voir Climat de l'Occitanie et Climat du Lot.
En 2010, le climat de la commune est de type climat océanique altéré, selon une étude s'appuyant sur une série de données couvrant la période 1971-2000. En 2020, Météo-France publie une typologie des climats de la France métropolitaine dans laquelle la commune est toujours exposée à un climat océanique altéré et est dans la région climatique Ouest et nord-ouest du Massif Central, caractérisée par une pluviométrie annuelle de 900 à 1 500 mm, maximale en automne et en hiver.
Pour la période 1971-2000, la température annuelle moyenne est de 12 °C, avec une amplitude thermique annuelle de 15,4 °C. Le cumul annuel moyen de précipitations est de 990 mm, avec 11,1 jours de précipitations en janvier et 6,9 jours en juillet. Pour la période 1991-2020, la température moyenne annuelle observée sur la station météorologique la plus proche, située sur la commune de Gourdon à 28 km à vol d'oiseau, est de 13,1 °C et le cumul annuel moyen de précipitations est de 823,0 mm,. Pour l'avenir, les paramètres climatiques de la commune estimés pour 2050 selon différents scénarios d’émission de gaz à effet de serre sont consultables sur un site dédié publié par Météo-France en novembre 2022.

### Milieux naturels et biodiversité

#### Espaces protégés
La protection réglementaire est le mode d’intervention le plus fort pour préserver des espaces naturels remarquables et leur biodiversité associée,.
La commune fait partie de la zone de transition du bassin de la Dordogne, un territoire d'une superficie de 1 880 258 ha reconnu réserve de biosphère par l'UNESCO en juillet 2012,.

## Urbanisme

### Typologie
Au 1er janvier 2024, Cuzance est catégorisée commune rurale à habitat très dispersé, selon la nouvelle grille communale de densité à sept niveaux définie par l'Insee en 2022.
Elle est située hors unité urbaine. Par ailleurs la commune fait partie de l'aire d'attraction de Souillac, dont elle est une commune de la couronne,. Cette aire, qui regroupe 11 communes, est catégorisée dans les aires de moins de 50 000 habitants,.

### Occupation des sols
L'occupation des sols de la commune, telle qu'elle ressort de la base de données européenne d’occupation biophysique des sols Corine Land Cover (CLC), est marquée par l'importance des territoires agricoles (56,8 % en 2018), en augmentation par rapport à 1990 (54,2 %). La répartition détaillée en 2018 est la suivante : 
forêts (42 %), prairies (41,4 %), zones agricoles hétérogènes (15,4 %), zones urbanisées (1,3 %). L'évolution de l’occupation des sols de la commune et de ses infrastructures peut être observée sur les différentes représentations cartographiques du territoire : la carte de Cassini (XVIIIe siècle), la carte d'état-major (1820-1866) et les cartes ou photos aériennes de l'IGN pour la période actuelle (1950 à aujourd'hui).

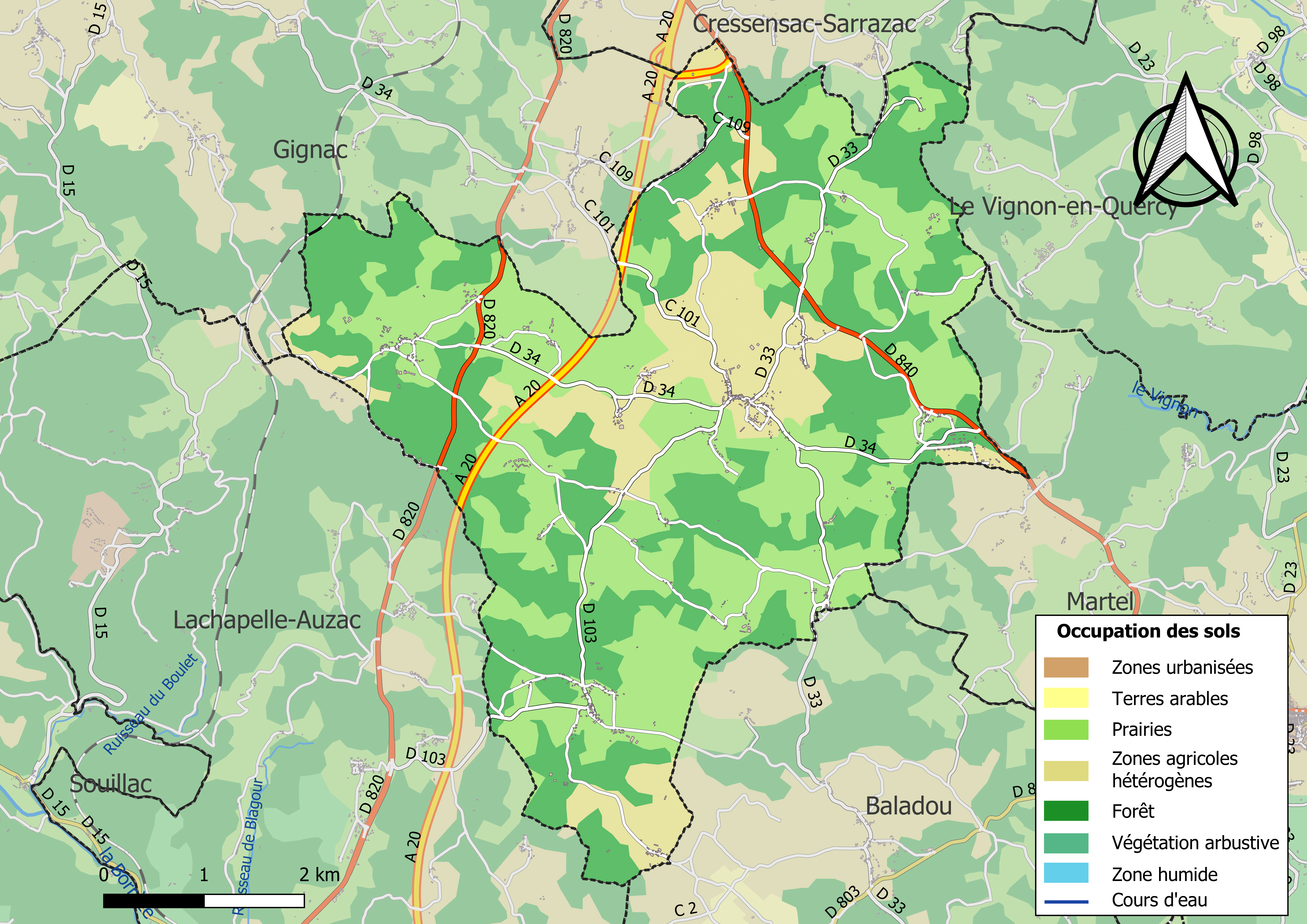
Carte des infrastructures et de l'occupation des sols de la commune en 2018 (CLC).

### Risques majeurs
Le territoire de la commune de Cuzance est vulnérable à différents aléas naturels : météorologiques (tempête, orage, neige, grand froid, canicule ou sécheresse), inondations, feux de forêts, mouvements de terrains et séisme (sismicité très faible). Il est également exposé à un risque technologique,  le transport de matières dangereuses. Un site publié par le BRGM permet d'évaluer simplement et rapidement les risques d'un bien localisé soit par son adresse soit par le numéro de sa parcelle.

#### Risques naturels
Certaines parties du territoire communal sont susceptibles d’être affectées par le risque d’inondation par débordement de cours d'eau, notamment le Lot. La cartographie des zones inondables en ex-Midi-Pyrénées réalisée dans le cadre du XIe Contrat de plan État-région, visant à informer les citoyens et les décideurs sur le risque d’inondation, est accessible sur le site de la DREAL Occitanie. La commune a été reconnue en état de catastrophe naturelle au titre des dommages causés par les inondations et coulées de boue survenues en 1982, 1992 et 1999,.
Cuzance est exposée au risque de feu de forêt. Un plan départemental de protection des forêts contre les incendies a été approuvé par arrêté préfectoral le 30 novembre 2015 pour la période 2015-2025. Les propriétaires doivent ainsi couper les broussailles, les arbustes et les branches basses sur une profondeur de 50 mètres, aux abords des constructions, chantiers, travaux et installations de toute nature, situées à moins de 200 mètres de terrains en nature
de bois, forêts, plantations, reboisements, landes ou friches. Le brûlage des déchets issus de l’entretien des parcs et jardins des ménages et des collectivités est interdit. L’écobuage est également interdit, ainsi que les feux de type méchouis et barbecues, à l’exception de ceux prévus dans des installations fixes (non situées sous couvert d'arbres) constituant une dépendance d'habitation.

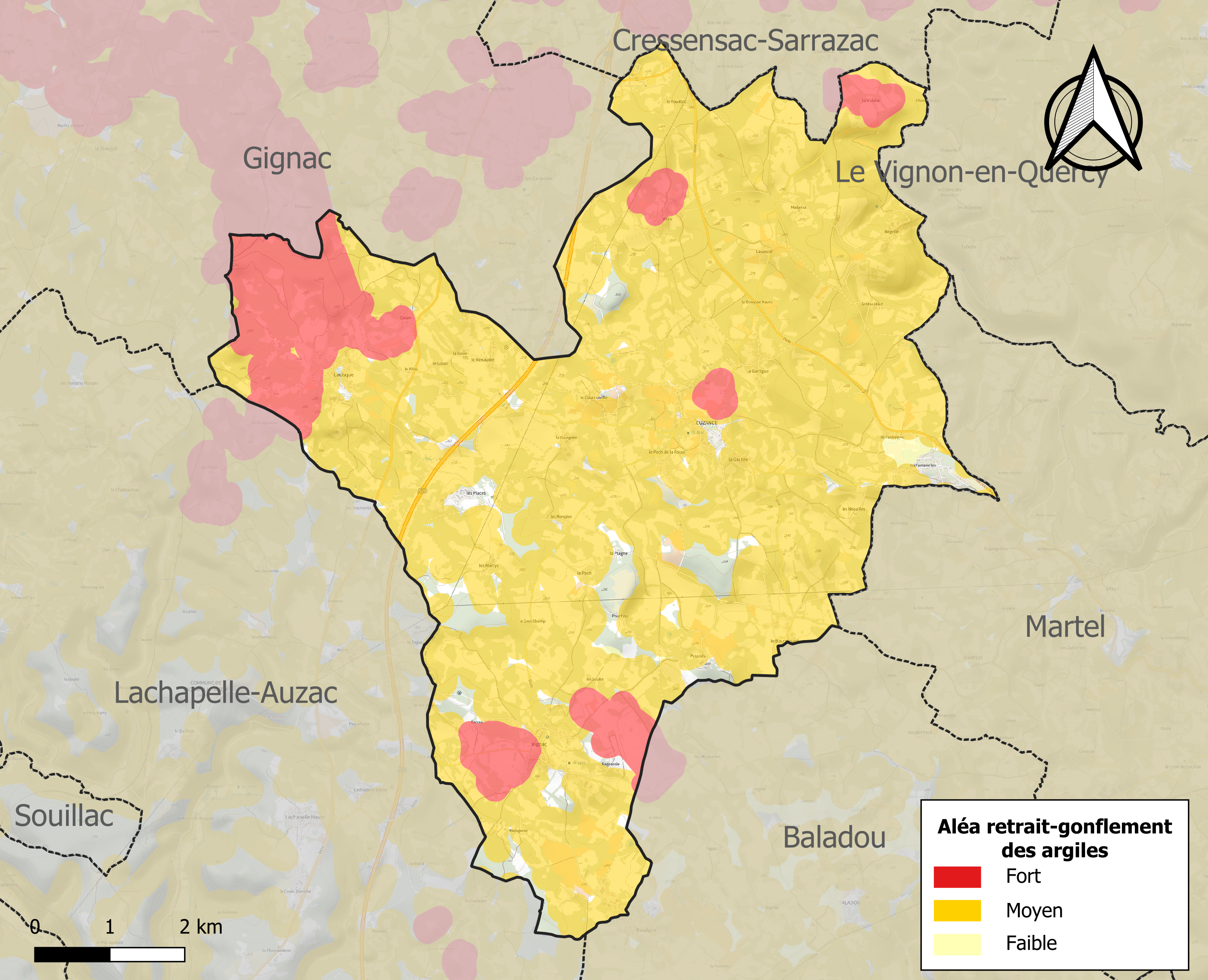
Carte des zones d'aléa retrait-gonflement des sols argileux de Cuzance.

Les mouvements de terrains susceptibles de se produire sur la commune sont des affaissements et effondrements liés aux cavités souterraines (hors mines), des éboulements, chutes de pierres et de blocs, des glissements de terrain et des tassements différentiels. Par ailleurs, afin de mieux appréhender le risque d’affaissement de terrain, l'inventaire national des cavités souterraines permet de localiser celles situées sur la commune.
Le retrait-gonflement des sols argileux est susceptible d'engendrer des dommages importants aux bâtiments en cas d’alternance de périodes de sécheresse et de pluie. 93,3 % de la superficie communale est en aléa moyen ou fort (67,7 % au niveau départemental et 48,5 % au niveau national). Sur les 349 bâtiments dénombrés sur la commune en 2019, 291 sont en aléa moyen ou fort, soit 83 %, à comparer aux 72 % au niveau départemental et 54 % au niveau national. Une cartographie de l'exposition du territoire national au retrait gonflement des sols argileux est disponible sur le site du BRGM,.
Par ailleurs, afin de mieux appréhender le risque d’affaissement de terrain, l'inventaire national des cavités souterraines permet de localiser celles situées sur la commune.
Concernant les mouvements de terrains, la commune a été reconnue en état de catastrophe naturelle au titre des dommages causés par la sécheresse en 1989 et par des mouvements de terrain en 1999.

#### Risques technologiques
Le risque de transport de matières dangereuses sur la commune est lié à sa traversée par une route à fort trafic et une ligne de chemin de fer. Un accident se produisant sur de telles infrastructures est susceptible d’avoir des effets graves sur les biens, les personnes ou l'environnement, selon la nature du matériau transporté. Des dispositions d’urbanisme peuvent être préconisées en conséquence.

## Toponymie
Le toponyme Cuzance est basé sur un anthroponyme gallo-romain et désigne la villa de Cusantius dérivé de Cusius.

## Politique et administration
| Période                                  | Période  | Identité                     | Étiquette | Qualité |
| ---------------------------------------- | -------- | ---------------------------- | --------- | ------- |
| 1803                                     | 1827     | Thomas Lajugie               |           |         |
| 1827                                     | 1848     | Jean Goursat                 |           |         |
| 1848                                     | 1855     | Jean Baptiste Denuce         |           |         |
| 1855                                     | 1858     | Jean Louis Zéphirin Castanet |           |         |
| 1859                                     | 1865     | Charles Giraud               |           |         |
| 1865                                     | 1870     | Martin Delvert               |           |         |
| 1870                                     | 1876     | Jean Delvert                 |           |         |
| 1876                                     | 1881     | Basile Pierre Nayrac         |           |         |
| 1881                                     | 1886     | Henri Bascle                 |           |         |
| 1886                                     | 1900     | Massalve                     |           |         |
| 1900                                     | 1903     | Nayrac                       |           |         |
| avant 1995                               | ?        | Lucien Barre                 | PS        |         |
| 2001                                     | En cours | Jean-luc Laborie             | Radical   |         |
| Les données manquantes sont à compléter. |          |                              |           |         |

## Démographie
L'évolution du nombre d'habitants est connue à travers les recensements de la population effectués dans la commune depuis 1793. Pour les communes de moins de 10 000 habitants, une enquête de recensement portant sur toute la population est réalisée tous les cinq ans, les populations de référence des années intermédiaires étant quant à elles estimées par interpolation ou extrapolation. Pour la commune, le premier recensement exhaustif entrant dans le cadre du nouveau dispositif a été réalisé en 2004.

En 2022, la commune comptait 655 habitants, en évolution de +10,08 % par rapport à 2016 (Lot : +1,31 %, France hors Mayotte : +2,11 %).
| 1793 | 1800 | 1806 | 1821  | 1831  | 1836  | 1841  | 1846  | 1851  |
| ---- | ---- | ---- | ----- | ----- | ----- | ----- | ----- | ----- |
| 450  | 583  | 955  | 1 059 | 1 145 | 1 151 | 1 127 | 1 205 | 1 225 |

| 1856  | 1861  | 1866  | 1872  | 1876  | 1881  | 1886  | 1891  | 1896 |
| ----- | ----- | ----- | ----- | ----- | ----- | ----- | ----- | ---- |
| 1 246 | 1 190 | 1 149 | 1 088 | 1 078 | 1 044 | 1 189 | 1 041 | 963  |

| 1901 | 1906 | 1911 | 1921 | 1926 | 1931 | 1936 | 1946 | 1954 |
| ---- | ---- | ---- | ---- | ---- | ---- | ---- | ---- | ---- |
| 917  | 860  | 805  | 645  | 588  | 576  | 547  | 489  | 436  |

| 1962 | 1968 | 1975 | 1982 | 1990 | 1999 | 2004 | 2006 | 2009 |
| ---- | ---- | ---- | ---- | ---- | ---- | ---- | ---- | ---- |
| 415  | 417  | 377  | 392  | 375  | 372  | 397  | 418  | 528  |

| 2014 | 2019 | 2022 | - | - | - | - | - | - |
| ---- | ---- | ---- | - | - | - | - | - | - |
| 571  | 632  | 655  | - | - | - | - | - | - |

## Économie

### Revenus
En 2018, la commune compte 247 ménages fiscaux, regroupant 603 personnes. La médiane du revenu disponible par unité de consommation est de 21 240 € (20 740 € dans le département).

### Emploi
|                | 2008  | 2013  | 2018  |
| -------------- | ----- | ----- | ----- |
| Commune        | 6,1 % | 8,6 % | 7,8 % |
| Département    | 7,3 % | 8,9 % | 9,6 % |
| France entière | 8,3 % | 10 %  | 10 %  |

En 2018, la population âgée de 15 à 64 ans s'élève à 379 personnes, parmi lesquelles on compte 78,5 % d'actifs (70,7 % ayant un emploi et 7,8 % de chômeurs) et 21,5 % d'inactifs,. Depuis 2008, le taux de chômage communal (au sens du recensement) des 15-64 ans est inférieur à celui de la France et du département.
La commune fait partie de la couronne de l'aire d'attraction de Souillac, du fait qu'au moins 15 % des actifs travaillent dans le pôle,. Elle compte 71 emplois en 2018, contre 79 en 2013 et 70 en 2008. Le nombre d'actifs ayant un emploi résidant dans la commune est de 271, soit un indicateur de concentration d'emploi de 26,2 % et un taux d'activité parmi les 15 ans ou plus de 59,7 %.
Sur ces 271 actifs de 15 ans ou plus ayant un emploi, 57 travaillent dans la commune, soit 21 % des habitants. Pour se rendre au travail, 88,8 % des habitants utilisent un véhicule personnel ou de fonction à quatre roues, 2,2 % les transports en commun, 2,5 % s'y rendent en deux-roues, à vélo ou à pied et 6,5 % n'ont pas besoin de transport (travail au domicile).

### Activités hors agriculture

#### Secteurs d'activités
47 établissements sont implantés  à Cuzance au 31 décembre 2019. Le tableau ci-dessous en détaille le nombre par secteur d'activité et compare les ratios avec ceux du département,.
| Secteur d'activité                                                                                        | Commune | Commune | Département |
| Secteur d'activité                                                                                        | Nombre  | %       | %           |
| --- | ------- | ------- | ----------- |
| Ensemble                                                                                                  | 47      |         |             |
| Industrie manufacturière, industries extractives et autres                                                | 14      | 29,8 %  | (14 %)      |
| Construction                                                                                              | 9       | 19,1 %  | (13,9 %)    |
| Commerce de gros et de détail, transports, hébergement et restauration                                    | 6       | 12,8 %  | (29,9 %)    |
| Information et communication                                                                              | 2       | 4,3 %   | (1,8 %)     |
| Activités immobilières                                                                                    | 2       | 4,3 %   | (3,5 %)     |
| Activités spécialisées, scientifiques et techniques et activités de services administratifs et de soutien | 8       | 17 %    | (13,5 %)    |
| Administration publique, enseignement, santé humaine et action sociale                                    | 2       | 4,3 %   | (12 %)      |
| Autres activités de services                                                                              | 4       | 8,5 %   | (8,7 %)     |

Le secteur de l'industrie manufacturière, des industries extractives et autres est prépondérant sur la commune puisqu'il représente 29,8 % du nombre total d'établissements de la commune (14 sur les 47 entreprises implantées  à Cuzance), contre 14 % au niveau départemental.

#### Entreprises et commerces
L'entreprise ayant son siège social sur le territoire communal qui génère le plus de chiffre d'affaires en 2020 est : 
- SARL SIS, activités de sécurité privée (54 k€).

### Agriculture
La commune est dans les Causses », une petite région agricole occupant une grande partie centrale du département du Lot. En 2020, l'orientation technico-économique de l'agriculture  sur la commune est la combinaisons de granivores (porcins, volailles).
|               | 1988  | 2000  | 2010  | 2020  |
| ------------- | ----- | ----- | ----- | ----- |
| Exploitations | 50    | 47    | 32    | 31    |
| SAU (ha)      | 1 170 | 1 458 | 1 615 | 1 771 |

Le nombre d'exploitations agricoles en activité et ayant leur siège dans la commune est passé de 50 lors du recensement agricole de 1988  à 47 en 2000 puis à 32 en 2010 et enfin à 31 en 2020, soit une baisse de 38 % en 32 ans. Le même mouvement est observé à l'échelle du département qui a perdu pendant cette période 60 % de ses exploitations,. La surface agricole utilisée sur la commune est restée relativement stable, passant de 1170 ha en 1988 à 1771 ha en 2020. Parallèlement la surface agricole utilisée moyenne par exploitation a augmenté, passant de 23 à 57 ha.

## Culture locale et patrimoine

### Lieux et monuments
À Rignac (ancienne commune rattachée à Cuzance) se trouve l'église Saint-Victor, du XIIe siècle, qui est la seule église d'Europe à disposer d'une cheminée.
- L'église Saint-Pierre de Cuzance.
- L'église Saint-Victor de Rignac. L'édifice a été classé au titre des monuments historiques en 1959[33]. Plusieurs objets sont référencés dans la base Palissy[33].

### Personnalités liées à la commune
Raymond de Rouchon, de Cuzance, évêque de Saint-Flour de 1599 à 1602.

### Héraldique
| Blason de Cuzance | Blason  | D'azur à la fasce d'or chargée d'une truffe au naturel et accompagnée en chef de trois besants d'or et en pointe d'un chêne du même. |
| Blason de Cuzance | Détails | Le statut officiel du blason reste à déterminer.                                                                                     |

#### Site de l'Insee
1. ↑  « La grille communale de densité », sur le site de l'Insee, 28 mai 2024 (consulté le 28 juin 2024).
2. 1 2  Insee, « Métadonnées de la commune de Cuzance ».
3. ↑  « Liste des communes composant l'aire d'attraction de Souillac », sur le site de l'Insee (consulté le 28 juin 2024).
4. ↑  Marie-Pierre de Bellefon, Pascal Eusebio, Jocelyn Forest, Olivier Pégaz-Blanc et Raymond Warnod (Insee), « En France, neuf personnes sur dix vivent dans l’aire d’attraction d’une ville », sur le site de l'Insee, 21 octobre 2020 (consulté le 28 juin 2024).
5. ↑  « REV T1 - Ménages fiscaux de l'année 2018 à Cuzance » (consulté le 5 février 2022).
6. ↑  « REV T1 - Ménages fiscaux de l'année 2018 dans le Lot » (consulté le 5 février 2022).
7. 1 2  « Emp T1 - Population de 15 à 64 ans par type d'activité en 2018 à Cuzance » (consulté le 5 février 2022).
8. ↑  « Emp T1 - Population de 15 à 64 ans par type d'activité en 2018 dans le Lot » (consulté le 5 février 2022).
9. ↑  « Emp T1 - Population de 15 à 64 ans par type d'activité en 2018 dans la France entière » (consulté le 5 février 2022).
10. ↑  « Base des aires d'attraction des villes 2020 », sur site de l'Insee (consulté le 10 avril 2021).
11. ↑  « Emp T5 - Emploi et activité en 2018 à Cuzance » (consulté le 5 février 2022).
12. ↑  « ACT T4 - Lieu de travail des actifs de 15 ans ou plus ayant un emploi qui résident dans la commune en 2018 » (consulté le 5 février 2022).
13. ↑  « ACT G2 - Part des moyens de transport utilisés pour se rendre au travail en 2018 » (consulté le 5 février 2022).
14. ↑  « DEN T5 - Nombre d'établissements par secteur d'activité au 31 décembre 2019 à Cuzance » (consulté le 14 février 2022).
15. ↑  « DEN T5 - Nombre d'établissements par secteur d'activité au 31 décembre 2019 dans le Lot » (consulté le 14 février 2022).

#### Autres sources
1. ↑  Carte IGN sous Géoportail
2. 1 2  Daniel Joly, Thierry Brossard, Hervé Cardot, Jean Cavailhes, Mohamed Hilal et Pierre Wavresky, « Les types de climats en France, une construction spatiale », Cybergéo, revue européenne de géographie - European Journal of Geography, no 501,‎ 18 juin 2010 (DOI 10.4000/cybergeo.23155, lire en ligne, consulté le 14 novembre 2023)
3. ↑  « Zonages climatiques en France métropolitaine. », sur pluiesextremes.meteo.fr (consulté le 14 novembre 2023).
4. ↑  « Orthodromie entre Cuzance et Gourdon », sur fr.distance.to (consulté le 14 novembre 2023).
5. ↑  « Station Météo-France « Gourdon » (commune de Gourdon) - fiche climatologique - période 1991-2020 », sur donneespubliques.meteofrance.fr (consulté le 14 novembre 2023).
6. ↑  « Station Météo-France « Gourdon » (commune de Gourdon) - fiche de métadonnées. », sur donneespubliques.meteofrance.fr (consulté le 14 novembre 2023).
7. ↑  « Climadiag Commune : diagnostiquez les enjeux climatiques de votre collectivité. », sur meteofrance.fr, novembre 2022 (consulté le 14 novembre 2023).
8. ↑  « Les espaces protégés. », sur le site de l'INPN (consulté le 10 mai 2022).
9. ↑  « Liste des espaces protégés sur la commune », sur le site de l'inventaire national du patrimoine naturel (consulté le 2 septembre 2021).
10. ↑  « Réserve de biosphère du bassin de la Dordogne », sur mab-france.org (consulté le 2 septembre 2021).
11. ↑  « Bassin de la Dordogne - zone de transition - fiche descriptive », sur le site de l'inventaire national du patrimoine naturel (consulté le 1er septembre 2021).
12. ↑  « CORINE Land Cover (CLC) - Répartition des superficies en 15 postes d'occupation des sols (métropole). », sur le site des données et études statistiques du ministère de la Transition écologique. (consulté le 14 avril 2021).
13. 1 2 3  « Les risques près de chez moi - commune de Cuzance », sur Géorisques (consulté le 17 octobre 2022).
14. ↑  BRGM, « Évaluez simplement et rapidement les risques de votre bien », sur Géorisques (consulté le 13 septembre 2022).
15. ↑  DREAL Occitanie, « CIZI », sur occitanie.developpement-durable.gouv.fr (consulté le 13 septembre 2022).
16. ↑  « Dossier départemental des risques majeurs dans le Lot »(Archive.org • Wikiwix • Archive.is • Google • Que faire ?), sur lot.gouv.fr (consulté le 13 septembre 2022), partie 1 -  chapitre Risque inondation.
17. ↑  « Dossier départemental des risques majeurs dans le Lot »(Archive.org • Wikiwix • Archive.is • Google • Que faire ?), sur lot.gouv.fr (consulté le 13 septembre 2022).
18. ↑  « Dossier départemental des risques majeurs dans le Lot »(Archive.org • Wikiwix • Archive.is • Google • Que faire ?), sur lot.gouv.fr (consulté le 13 septembre 2022), chapitre Mouvements de terrain.
19. 1 2  « Liste des cavités souterraines localisées sur la commune de Cuzance », sur georisques.gouv.fr (consulté le 13 septembre 2022).
20. ↑  « Retrait-gonflement des argiles », sur le site de l'observatoire national des risques naturels (consulté le 13 septembre 2022).
21. ↑  « Dossier départemental des risques majeurs dans le Lot »(Archive.org • Wikiwix • Archive.is • Google • Que faire ?), sur lot.gouv.fr (consulté le 13 septembre 2022), chapitre Risque transport de matières dangereuses.
22. ↑  Gaston Bazalgues, À la découverte des noms de lieux du Quercy : Toponymie lotoise, Gourdon, Éditions de la Bouriane et du Quercy, juin 2002, 127 p. (ISBN 2-910540-16-2), p. 110.
23. ↑  « Les maires de Cuzance », sur francegenweb.org, 19 février 2011 (consulté le 17 octobre 2016).
24. ↑  L'organisation du recensement, sur insee.fr.
25. ↑  Calendrier départemental des recensements, sur insee.fr.
26. ↑  Des villages de Cassini aux communes d'aujourd'hui sur le site de l'École des hautes études en sciences sociales.
27. ↑  Fiches Insee - Populations de référence de la commune pour les années 2006, 2007, 2008, 2009, 2010, 2011, 2012, 2013, 2014, 2015, 2016, 2017, 2018, 2019, 2020, 2021 et 2022.
28. ↑  « Entreprises à Cuzance », sur entreprises.lefigaro.fr (consulté le 14 février 2022).
29. ↑  « Les régions agricoles (RA), petites régions agricoles(PRA) - Année de référence : 2017 », sur agreste.agriculture.gouv.fr (consulté le 14 février 2022).
30. ↑  Présentation des premiers résultats du recensement agricole 2020, Ministère de l’agriculture et de l’alimentation, 10 décembre 2021
31. 1 2  « Fiche de recensement agricole - Exploitations ayant leur siège dans la commune de Cuzance - Données générales », sur recensement-agricole.agriculture.gouv.fr (consulté le 14 février 2022).
32. ↑  « Fiche de recensement agricole - Exploitations ayant leur siège dans le département du Lot » (consulté le 14 février 2022).
33. 1 2  Notice no PA00095063, sur la plateforme ouverte du patrimoine, base Mérimée, ministère français de la Culture.